# Roberto Gaggioli
Roberto Gaggioli (Vinci, Toscana, 10 de setembre de 1962) és un ciclista italià, professional del 1984 fins al 2005. Un cop retirat s'ha dedicat a la direcció d'equips. Els seus millors resultats els aconseguí als Estats Units on va competir la major part de la seva carrera.
És fill de Luciano Gaggioli i està casat amb la també ciclista Lynn Brotzman.

## Palmarès
- 1982
  - 1r a la Coppa Lanciotto Ballerini
- 1983
  - 1r al Gran Premi Città di Empoli
- 1986
  - 1r a la Coppa Bernocchi
- 1987
  - 1r al Fitchburg Longsjo Classic
  - Vencedor d'una etapa a la Coors Classic
  - Vencedor de 3 etapes a la Volta a Mendoza
- 1988
  - 1r al CoreStates USPRO Championships
  - 1r al Tour de Somerville
  - Vencedor d'una etapa al Giro del Trentino
- 1990
  - 1r a l'International Cycling Classic
- 1991
  - Vencedor d'una etapa a la Cascade Cycling Classic
- 1992
  - 1r a l'International Cycling Classic
  - Vencedor de 2 etapes a la Volta a Colòmbia
- 1993
  - 1r al New Jersey National Bank Classic
  - 1r al Gastown Grand Prix
  - Vencedor d'una etapa al Fitchburg Longsjo Classic
  - Vencedor d'una etapa a la Setmana Ciclista Llombarda
- 1994
  - 1r al Cat's Hill Classic
  - Vencedor d'una etapa al Redlands Bicycle Classic
- 1995
  - 1r a la Valley of the Sun Stage Race i vencedor d'una etapa
  - Vencedor de 2 etapes al Herald Sun Tour
  - Vencedor d'una etapa al Tour de Toona
- 1996
  - Vencedor d'una etapa al Herald Sun Tour
- 1998
  - Vencedor d'una etapa al Tour de Langkawi
- 2001
  - Vencedor d'una etapa al Tour de Croàcia

### Resultats al Giro d'Itàlia
- 1986. 127è de la classificació general